# عقبة بن عمرو السهمي
عقبة ابن عمرو السهمي، قصد كربلاء في أواخر المائة الأولى، وهو شاعر عربي معروف من بني سهم بن عون بن غالبة، لزيارة قبر الحسين، ووقف بإزاء القبر ورثى الحسين ابن علي.